# Top 14 2016-17
El campeonato de rugby a XV de Francia de 2016-2017, más conocido como Top 14 2016-2017, fue la 118.ª edición del campeonato francés de rugby union. En este campeonato se enfrentan los catorce mejores equipos de Francia.
El último campeón del Top 14 es el Racing Métro 92 que derrotó al RC Toulon por 29 a 21 en la final disputada en el Camp Nou de Barcelona estableciendo el récord del partido de liga con mayor asistencia de la historia (99 124 espectadores).

## Equipos participantes
| Equipo                | Ciudad           | Estadio                | Capacidad | Entrenador(es)                                            |
| --------------------- | ---------------- | ---------------------- | --------- | --------------------------------------------------------- |
| Aviron Bayonnais      | Bayona           | Stade Jean-Dauger      | 16 934    | Vincent Etcheto Dewald Senekal                            |
| Union Bordeaux Bègles | Bègles (Burdeos) | Stade Chaban-Delmas    | 34 694    | Raphaël Ibañez Jacques Brunel Émile Ntamack Joe Worsley   |
| CA Brive              | Brive            | Stade Amédée-Domenech  | 13 979    | Nicolas Godignon Didier Casadeï Philippe Carbonneau       |
| Castres Olympique     | Castres          | Stade Pierre-Antoine   | 11 500    | Christophe Urios Joe El Abd Frédéric Charrier             |
| ASM Clermont          | Clermont-Ferrand | Stade Marcel-Michelin  | 18 030    | Franck Azéma Jono Gibbes                                  |
| FC Grenoble           | Grenoble         | Stade des Alpes        | 20 068    | Bernard Jackman Aaron Dundon Mike Prendergast             |
| Montpellier HRC       | Montpellier      | Altrad Stadium         | 15 000    | Jake White Shaun Sowerby Scott Wisemantel                 |
| Lyon OU               | Lyon             | Matmut Stadium         | 11 805    | Pierre Mignoni Sébastien Bruno David Ellis                |
| Racing 92             | París            | Estadio Yves-du-Manoir | 14 000    | Laurent Travers Laurent Labit Ronan O'Gara                |
| Stade Français        | París            | Estadio Jean-Bouin     | 20 000    | Gonzalo Quesada Simon Raiwalui Greg Cooper                |
| Section Paloise       | Pau              | Stade du Hameau        | 13 800    | Simon Mannix Carl Hayman David Aucagne                    |
| Stade Rochelais       | La Rochelle      | Stade Marcel-Deflandre | 15 000    | Patrice Collazo Xavier Garbajosa                          |
| RC Toulon             | Tolón            | Stade Félix-Mayol      | 15 820    | Diego Domínguez Jacques Delmas Marc Dal Maso Steve Meehan |
| Stade Toulousain      | Toulouse         | Stade Ernest-Wallon    | 19 500    | Ugo Mola Jean-Baptiste Élissalde William Servat           |

### Equipos por regiones
En Francia los equipos más veteranos de la competición pertenecen a la región de la Isla de Francia, pero actualmente son los equipos de la región del mediodía francés los que más presencia tienen, siendo 12 de los 14 equipos que participan en esta competición de la zona sur del país, mientras que los dos restantes pertenecen a la citada Isla de Francia.
| Región | N.º | Equipos                                                                         | Mapa |
| --- | --- | ------------------------------------------------------------------------------- | --- |
| Nueva Aquitania | 5   | Aviron Bayonnais Union Bordeaux Bègles CA Brive Section Paloise Stade Rochelais | \| Aviron Bayonnais Section Paloise Lyon OU Castres Olympique Stade Français Racing 92 Montpellier HR RC Toulon FC Grenoble Stade Toulousain Union Bordeaux Bègles ASM Clermont Stade Rochelais CA Brive \| |
| Occitania | 3   | Castres Olympique Montpellier HRC Stade Toulousain                              | \| Aviron Bayonnais Section Paloise Lyon OU Castres Olympique Stade Français Racing 92 Montpellier HR RC Toulon FC Grenoble Stade Toulousain Union Bordeaux Bègles ASM Clermont Stade Rochelais CA Brive \| |
| AURA | 3   | ASM Clermont FC Grenoble Lyon OU                                                | \| Aviron Bayonnais Section Paloise Lyon OU Castres Olympique Stade Français Racing 92 Montpellier HR RC Toulon FC Grenoble Stade Toulousain Union Bordeaux Bègles ASM Clermont Stade Rochelais CA Brive \| |
| Isla de Francia | 2   | Racing 92 Stade Français                                                        | \| Aviron Bayonnais Section Paloise Lyon OU Castres Olympique Stade Français Racing 92 Montpellier HR RC Toulon FC Grenoble Stade Toulousain Union Bordeaux Bègles ASM Clermont Stade Rochelais CA Brive \| |
| PACA | 1   | RC Toulon                                                                       | \| Aviron Bayonnais Section Paloise Lyon OU Castres Olympique Stade Français Racing 92 Montpellier HR RC Toulon FC Grenoble Stade Toulousain Union Bordeaux Bègles ASM Clermont Stade Rochelais CA Brive \| |
| Aviron Bayonnais Section Paloise Lyon OU Castres Olympique Stade Français Racing 92 Montpellier HR RC Toulon FC Grenoble Stade Toulousain Union Bordeaux Bègles ASM Clermont Stade Rochelais CA Brive |     |                                                                                 | |

## Clasificación
Actualizado a últimos partidos disputados el 6 de mayo de 2017 (26.ª Jornada).
|  |     | Equipos               |  | PJ | PG | PE | PP | PF  | PC  | Dif  | PBO | PBD | Pts |
|  | --- | --------------------- |  | -- | -- | -- | -- | --- | --- | ---- | --- | --- | --- |
|  | 1.  | Stade Rochelais       |  | 26 | 17 | 3  | 6  | 707 | 498 | 209  | 6   | 5   | 85  |
|  | 2.  | ASM Clermont          |  | 26 | 15 | 3  | 8  | 800 | 562 | 238  | 8   | 4   | 78  |
|  | 3.  | Montpellier HRC       |  | 26 | 16 | 0  | 10 | 750 | 564 | 186  | 7   | 5   | 76  |
|  | 4.  | RC Toulon             |  | 26 | 14 | 2  | 10 | 674 | 511 | 163  | 5   | 4   | 69  |
|  | 5.  | Castres Olympique     |  | 26 | 13 | 1  | 12 | 667 | 509 | 158  | 5   | 4   | 63  |
|  | 6.  | Racing 92 (T)         |  | 26 | 14 | 1  | 11 | 586 | 616 | -30  | 3   | 1   | 62  |
|  | 7.  | Stade Français        |  | 26 | 12 | 1  | 13 | 643 | 638 | 5    | 5   | 4   | 59  |
|  | 8.  | CA Brive              |  | 26 | 13 | 1  | 12 | 577 | 634 | -57  | 1   | 3   | 58  |
|  | 9.  | Section Paloise       |  | 26 | 12 | 1  | 13 | 604 | 701 | -97  | 2   | 5   | 57  |
|  | 10. | Lyon OU (P)           |  | 26 | 11 | 2  | 13 | 573 | 632 | -59  | 3   | 4   | 55  |
|  | 11. | Union Bordeaux Bègles |  | 26 | 11 | 1  | 14 | 569 | 581 | -12  | 2   | 6   | 54  |
|  | 12. | Stade Toulousain      |  | 26 | 11 | 0  | 15 | 537 | 561 | -24  | 3   | 6   | 53  |
|  | 13. | FC Grenoble           |  | 26 | 7  | 1  | 18 | 611 | 852 | -241 | 2   | 6   | 38  |
|  | 14. | Aviron Bayonnais (P)  |  | 26 | 6  | 3  | 17 | 466 | 905 | -439 | 0   | 0   | 30  |

Pts = Puntos totales; PJ = Partidos Jugados; G = Partidos Ganados; E = Partidos Empatados; P = Partidos Perdidos; PF = Puntos a favor; PC = Puntos en contra; Dif = Diferencia de puntos; PBO = Bonus ofensivos; PBD = Bonus defensivos
|  | Clasificados directamente a semifinales y promovidos para la Copa de Europa 2017/18. |
|  | Clasificados para el play off y promovidos para la Copa de Europa 2017/18.           |
|  | Clasificado para la Fase de Clasificación de la Copa de Europa 2017/18.              |
|  | Descenso a ProD2                                                                     |
|  | (T) Campeón 2015/16                                                                  |
|  | (P) Ascensos de ProD2 para esta temporada.                                           |
|  | Campeón 2016/17                                                                      |

## Resultados

### Fase regular
La Fase regular del Top 14 dura un total de 26 jornadas, la primera de ellas los días 20 y 21 de agosto de 2016; y la última el 6 de mayo de 2017.

#### Ida
| Jornada 1         | Jornada 1 | Jornada 1       | Jornada 1                 | Jornada 1    | Jornada 1 |
| Local             | Resultado | Visitante       | Estadio                   | Fecha        | Hora      |
| ----------------- | --------- | --------------- | ------------------------- | ------------ | --------- |
| Stade Français    | 54 - 20   | FC Grenoble     | Estadio Jean-Bouin        | 20 de agosto | 20:45     |
| Lyon OU           | 15 - 15   | CA Brive        | Matmut Stadium            | 20 de agosto | 20:45     |
| Stade Toulousain  | 20 - 12   | Montpellier HRC | Stade Ernest-Wallon       | 20 de agosto | 20:45     |
| Bordeaux Bègles   | 15 - 9    | Racing 92       | Stade Chaban-Delmas       | 20 de agosto | 20:45     |
| Castres Olympique | 28 - 11   | Section Paloise | Stade Jean Pierre-Antoine | 20 de agosto | 20:45     |
| Stade Rochelais   | 30 - 30   | ASM Clermont    | Stade Marcel-Deflandre    | 20 de agosto | 20:45     |
| Aviron Bayonnais  | 28 - 23   | RC Toulon       | Stade Jean-Dauger         | 21 de agosto | 18:15     |

| Jornada 2        | Jornada 2 | Jornada 2         | Jornada 2              | Jornada 2    | Jornada 2 |
| Local            | Resultado | Visitante         | Estadio                | Fecha        | Hora      |
| ---------------- | --------- | ----------------- | ---------------------- | ------------ | --------- |
| Section Paloise  | 18 - 22   | RC Toulon         | Stade du Hameau        | 27 de agosto | 14:45     |
| FC Grenoble      | 19 - 22   | Stade Rochelais   | Stade des Alpes        | 27 de agosto | 18:30     |
| Racing 92        | 29 - 16   | Lyon OU           | Estadio Yves-du-Manoir | 27 de agosto | 18:30     |
| Aviron Bayonnais | 12 - 12   | Castres Olympique | Stade Jean-Dauger      | 27 de agosto | 18:30     |
| CA Brive         | 28 - 20   | Stade Français    | Stade Amédée-Domenech  | 27 de agosto | 18:30     |
| Stade Toulousain | 22 - 17   | Bordeaux Bègles   | Stade Ernest-Wallon    | 27 de agosto | 20:45     |
| Montpellier HRC  | 22 - 26   | ASM Clermont      | Altrad Stadium         | 28 de agosto | 16:15     |

| Jornada 3         | Jornada 3 | Jornada 3        | Jornada 3              | Jornada 3       | Jornada 3 |
| Local             | Resultado | Visitante        | Estadio                | Fecha           | Hora      |
| ----------------- | --------- | ---------------- | ---------------------- | --------------- | --------- |
| Stade Français    | 30 - 30   | ASM Clermont     | Estadio Jean-Bouin     | 3 de septiembre | 14:45     |
| Section Paloise   | 25 - 9    | Aviron Bayonnais | Stade du Hameau        | 3 de septiembre | 18:30     |
| Lyon OU           | 32 - 13   | FC Grenoble      | Matmut Stadium         | 3 de septiembre | 18:30     |
| Castres Olympique | 18 - 26   | Stade Rochelais  | Stade Pierre Antoine   | 3 de septiembre | 18:30     |
| RC Toulon         | 21 - 25   | CA Brive         | Stade Mayol            | 3 de septiembre | 20:45     |
| Bordeaux Bègles   | 15 - 32   | Montpellier HRC  | Stade Ernest-Wallon    | 4 de septiembre | 16:15     |
| Racing 92         | 28 - 14   | Stade Toulousain | Estadio Yves-du-Manoir | 4 de septiembre | 21:00     |

| Jornada 4        | Jornada 4 | Jornada 4         | Jornada 4                       | Jornada 4        | Jornada 4 |
| Local            | Resultado | Visitante         | Estadio                         | Fecha            | Hora      |
| ---------------- | --------- | ----------------- | ------------------------------- | ---------------- | --------- |
| Stade Français   | 29 - 25   | Castres Olympique | Estadio Jean Bouin              | 10 de septiembre | 14:45     |
| Montpellier HRC  | 41 - 13   | Section Paloise   | Altrad Stadium                  | 10 de septiembre | 18:30     |
| Stade Rochelais  | 43 - 18   | Lyon OU           | Stade Marcel Defandre           | 10 de septiembre | 18:30     |
| Bordeaux Bègles  | 40 - 20   | Aviron Bayonnais  | Stade Jaques Chaban-Delmas      | 10 de septiembre | 18:30     |
| ASM Clermont     | 47 - 10   | Racing 92         | Parc des Sports Marcel Michelin | 10 de septiembre | 20:45     |
| FC Grenoble      | 36 - 23   | CA Brive          | Stade des Alpes                 | 11 de septiembre | 12:30     |
| Stade Toulousain | 15 - 32   | RC Toulon         | Stade Ernest-Wallon             | 11 de septiembre | 16:15     |

| Jornada 5         | Jornada 5 | Jornada 5        | Jornada 5                       | Jornada 5        | Jornada 5 |
| Local             | Resultado | Visitante        | Estadio                         | Fecha            | Hora      |
| ----------------- | --------- | ---------------- | ------------------------------- | ---------------- | --------- |
| Lyon OU           | 25 - 20   | Stade Toulousain | Matmut Stadium                  | 17 de septiembre | 14:45     |
| Aviron Bayonnais  | 9 - 21    | Montpellier HRC  | Stade Jean-Dauger               | 17 de septiembre | 18:30     |
| Section Paloise   | 23 - 6    | Stade Français   | Stade du Hameau                 | 17 de septiembre | 18:30     |
| CA Brive          | 29 - 28   | Stade Rochelais  | Stade Amédée-Domenech           | 17 de septiembre | 18:30     |
| ASM Clermont      | 40 - 16   | Bordeaux Bègles  | Parc des Sports Marcel Michelin | 17 de septiembre | 20:45     |
| Castres Olympique | 46 - 9    | FC Grenoble      | Stade Pierre Antoine            | 18 de septiembre | 12:30     |
| Racing 92         | 41 - 30   | RC Toulon        | Estadio Yves-du-Manoir          | 18 de septiembre | 16:15     |

| Jornada 6         | Jornada 6 | Jornada 6        | Jornada 6                  | Jornada 6        | Jornada 6 |
| Local             | Resultado | Visitante        | Estadio                    | Fecha            | Hora      |
| ----------------- | --------- | ---------------- | -------------------------- | ---------------- | --------- |
| Castres Olympique | 31 - 23   | Racing 92        | Stade Pierre Antoine       | 24 de septiembre | 14:45     |
| Bordeaux Bègles   | 32 - 10   | Lyon OU          | Stade Jaques Chaban-Delmas | 24 de septiembre | 18:30     |
| FC Grenoble       | 38 - 39   | Section Paloise  | Stade des Alpes            | 24 de septiembre | 18:30     |
| Stade Rochelais   | 34 - 17   | Aviron Bayonnais | Stade Marcel Defandre      | 24 de septiembre | 18:30     |
| Stade Toulousain  | 23 - 18   | Stade Français   | Stade Ernest-Wallon        | 24 de septiembre | 20:45     |
| Montpellier HRC   | 42 - 13   | CA Brive         | Altrad Stadium             | 25 de septiembre | 12:30     |
| RC Toulon         | 23 - 21   | ASM Clermont     | Stade Mayol                | 25 de septiembre | 16:15     |

| Jornada 7        | Jornada 7 | Jornada 7         | Jornada 7                       | Jornada 7    | Jornada 7 |
| Local            | Resultado | Visitante         | Estadio                         | Fecha        | Hora      |
| ---------------- | --------- | ----------------- | ------------------------------- | ------------ | --------- |
| ASM Clermont     | 29 - 19   | Castres Olympique | Parc des Sports Marcel Michelin | 1 de octubre | 14:45     |
| Section Paloise  | 28 - 30   | Bordeaux Bègles   | Stade du Hameau                 | 1 de octubre | 18:30     |
| Aviron Bayonnais | 22 - 22   | Lyon OU           | Stade Jean-Dauger               | 1 de octubre | 18:30     |
| Stade Toulousain | 31 - 3    | FC Grenoble       | Stade Ernest-Wallon             | 1 de octubre | 18:30     |
| CA Brive         | 25 - 16   | Racing 92         | Stade Amédée-Domenech           | 1 de octubre | 20:45     |
| Stade Français   | 31 - 26   | Stade Rochelais   | Estadio Jean Bouin              | 2 de octubre | 12:30     |
| RC Toulon        | 28 - 6    | Montpellier HRC   | Stade Mayol                     | 2 de octubre | 16:15     |

| Jornada 8       | Jornada 8 | Jornada 8         | Jornada 8                       | Jornada 8    | Jornada 8 |
| Local           | Resultado | Visitante         | Estadio                         | Fecha        | Hora      |
| --------------- | --------- | ----------------- | ------------------------------- | ------------ | --------- |
| Racing 92       | 29 - 22   | Stade Français    | Estadio Yves-du-Manoir          | 8 de octubre | 14:45     |
| Montpellier HRC | 28 - 19   | Castres Olympique | Altrad Stadium                  | 8 de octubre | 18:30     |
| Bordeaux Bègles | 27 - 25   | CA Brive          | Stade Jaques Chaban-Delmas      | 8 de octubre | 18:30     |
| FC Grenoble     | 44 - 16   | Aviron Bayonnais  | Stade des Alpes                 | 8 de octubre | 18:30     |
| Stade Rochelais | 17 - 17   | RC Toulon         | Stade Marcel Defandre           | 8 de octubre | 20:45     |
| Lyon OU         | 27 - 22   | Section Paloise   | Matmut Stadium                  | 9 de octubre | 12:30     |
| ASM Clermont    | 29 - 25   | Stade Toulousain  | Parc des Sports Marcel Michelin | 9 de octubre | 16:15     |

| Jornada 9         | Jornada 9 | Jornada 9        | Jornada 9             | Jornada 9     | Jornada 9 |
| Local             | Resultado | Visitante        | Estadio               | Fecha         | Hora      |
| ----------------- | --------- | ---------------- | --------------------- | ------------- | --------- |
| Section Paloise   | 20 - 24   | Stade Toulousain | Stade du Hameau       | 29 de octubre | 14:45     |
| Stade Français    | 25 - 19   | Lyon OU          | Estadio Jean-Bouin    | 29 de octubre | 18:30     |
| Montpellier HRC   | 12 - 11   | Stade Rochelais  | Altrad Stadium        | 29 de octubre | 18:30     |
| RC Toulon         | 42 - 12   | FC Grenoble      | Stade Mayol           | 29 de octubre | 18:30     |
| Aviron Bayonnais  | 3 - 16    | Racing 92        | Stade Jean-Dauger     | 29 de octubre | 20:45     |
| Castres Olympique | 33 - 27   | Bordeaux Bègles  | Stade Pierre Antoine  | 30 de octubre | 12:30     |
| CA Brive          | 16 - 40   | ASM Clermont     | Stade Amédée-Domenech | 30 de octubre | 16:15     |

| Jornada 10       | Jornada 10 | Jornada 10        | Jornada 10                      | Jornada 10     | Jornada 10 |
| Local            | Resultado  | Visitante         | Estadio                         | Fecha          | Hora       |
| ---------------- | ---------- | ----------------- | ------------------------------- | -------------- | ---------- |
| Bordeaux Bègles  | 37 - 19    | Stade Français    | Stade Jaques Chaban-Delmas      | 5 de noviembre | 14:45      |
| Stade Toulousain | 16 - 15    | Castres Olympique | Stade Ernest-Wallon             | 5 de noviembre | 18:30      |
| CA Brive         | 26 - 9     | Aviron Bayonnais  | Stade Amédée-Domenech           | 5 de noviembre | 18:30      |
| ASM Clermont     | 21 - 20    | FC Grenoble       | Parc des Sports Marcel Michelin | 5 de noviembre | 18:30      |
| Racing 92        | 21 - 9     | Montpellier HRC   | Estadio Yves-du-Manoir          | 5 de noviembre | 20:45      |
| Stade Rochelais  | 27 - 6     | Section Paloise   | Stade Marcel Defandre           | 6 de noviembre | 12:30      |
| Lyon OU          | 27 - 13    | RC Toulon         | Matmut Stadium                  | 6 de noviembre | 16:15      |

| Jornada 11        | Jornada 11 | Jornada 11       | Jornada 11            | Jornada 11      | Jornada 11 |
| Local             | Resultado  | Visitante        | Estadio               | Fecha           | Hora       |
| ----------------- | ---------- | ---------------- | --------------------- | --------------- | ---------- |
| Section Paloise   | 26 - 17    | Racing 92        | Stade du Hameau       | 12 de noviembre | 14:45      |
| Castres Olympique | 32 - 13    | CA Brive         | Stade Pierre Antoine  | 12 de noviembre | 20:15      |
| Montpellier HRC   | 25 - 20    | Lyon OU          | Altrad Stadium        | 12 de noviembre | 20:15      |
| FC Grenoble       | 22 - 24    | Bordeaux Bègles  | Stade des Alpes       | 12 de noviembre | 20:15      |
| Aviron Bayonnais  | 22 - 14    | ASM Clermont     | Stade Jean-Dauger     | 12 de noviembre | 20:45      |
| Stade Rochelais   | 25 - 19    | Stade Toulousain | Stade Marcel Defandre | 13 de noviembre | 14:50      |
| RC Toulon         | 31 - 12    | Stade Français   | Stade Mayol           | 13 de noviembre | 21:00      |

| Jornada 12        | Jornada 12 | Jornada 12       | Jornada 12                      | Jornada 12      | Jornada 12 |
| Local             | Resultado  | Visitante        | Estadio                         | Fecha           | Hora       |
| ----------------- | ---------- | ---------------- | ------------------------------- | --------------- | ---------- |
| Castres Olympique | 34 - 17    | RC Toulon        | Stade Pierre Antoine            | 19 de noviembre | 14:45      |
| Racing 92         | 29 - 24    | FC Grenoble      | Estadio Yves-du-Manoir          | 19 de noviembre | 17:00      |
| CA Brive          | 38 - 25    | Section Paloise  | Stade Amédée-Domenech           | 19 de noviembre | 17:00      |
| ASM Clermont      | 16 - 13    | Lyon OU          | Parc des Sports Marcel Michelin | 19 de noviembre | 17:00      |
| Bordeaux Bègles   | 26 - 0     | Stade Rochelais  | Stade Jaques Chaban-Delmas      | 19 de noviembre | 17:00      |
| Stade Français    | 21 - 17    | Montpellier HRC  | Estadio Jean-Bouin              | 20 de noviembre | 12:30      |
| Aviron Bayonnais  | 16 - 13    | Stade Toulousain | Stade Jean-Dauger               | 20 de noviembre | 16:15      |

| Jornada 13       | Jornada 13 | Jornada 13        | Jornada 13            | Jornada 13     | Jornada 13 |
| Local            | Resultado  | Visitante         | Estadio               | Fecha          | Hora       |
| ---------------- | ---------- | ----------------- | --------------------- | -------------- | ---------- |
| Section Paloise  | 40 - 35    | ASM Clermont      | Stade du Hameau       | 3 de diciembre | 14:45      |
| Stade Français   | 51 - 5     | Aviron Bayonnais  | Estadio Jean-Bouin    | 3 de diciembre | 18:30      |
| Lyon OU          | 19 - 23    | Castres Olympique | Matmut Stadium        | 3 de diciembre | 18:30      |
| FC Grenoble      | 37 - 51    | Montpellier HRC   | Stade des Alpes       | 3 de diciembre | 18:30      |
| Stade Rochelais  | 23 - 23    | Racing 92         | Stade Marcel Defandre | 3 de diciembre | 20:45      |
| Stade Toulousain | 30 - 12    | CA Brive          | Stade Ernest-Wallon   | 4 de diciembre | 12:30      |
| RC Toulon        | 37 - 10    | Bordeaux Bègles   | Stade Mayol           | 4 de diciembre | 16:15      |

#### Vuelta
| Jornada 14       | Jornada 14 | Jornada 14        | Jornada 14                      | Jornada 14      | Jornada 14 |
| Local            | Resultado  | Visitante         | Estadio                         | Fecha           | Hora       |
| ---------------- | ---------- | ----------------- | ------------------------------- | --------------- | ---------- |
| FC Grenoble      | 26 - 22    | Stade Toulousain  | Stade des Alpes                 | 22 de diciembre | 20:45      |
| CA Brive         | 22 - 6     | Lyon OU           | Stade Amédée-Domenech           | 23 de diciembre | 17:00      |
| ASM Clermont     | 46 - 10    | Stade Français    | Parc des Sports Marcel Michelin | 23 de diciembre | 19:00      |
| Bordeaux Bègles  | 16 - 18    | Section Paloise   | Stade Jaques Chaban-Delmas      | 23 de diciembre | 19:00      |
| Aviron Bayonnais | 17 - 42    | Stade Rochelais   | Stade Jean-Dauger               | 23 de diciembre | 19:00      |
| Racing 92        | 23 - 10    | Castres Olympique | Estadio Yves-du-Manoir          | 23 de diciembre | 19:00      |
| Montpellier HRC  | 33 - 29    | RC Toulon         | Altrad Stadium                  | 23 de diciembre | 21:00      |

| Jornada 15        | Jornada 15 | Jornada 15       | Jornada 15                | Jornada 15      | Jornada 15 |
| Local             | Resultado  | Visitante        | Estadio                   | Fecha           | Hora       |
| ----------------- | ---------- | ---------------- | ------------------------- | --------------- | ---------- |
| Lyon OU           | 19 - 16    | Bordeaux Bègles  | Matmut Stadium            | 30 de diciembre | 20:45      |
| Section Paloise   | 32 - 27    | Montpellier HRC  | Stade du Hameau           | 31 de diciembre | 13:00      |
| Castres Olympique | 47 - 18    | Aviron Bayonnais | Stade Jean Pierre-Antoine | 31 de diciembre | 15:00      |
| Stade Français    | 12 - 10    | CA Brive         | Estadio Jean-Bouin        | 31 de diciembre | 15:00      |
| Stade Toulousain  | 26 - 20    | ASM Clermont     | Stade Ernest-Wallon       | 31 de diciembre | 17:00      |
| Stade Rochelais   | 40 - 3     | FC Grenoble      | Stade Marcel-Deflandre    | 1 de enero      | 16:15      |
| RC Toulon         | 17 - 11    | Racing 92        | Stade Mayol               | 1 de enero      | 20:45      |

| Jornada 16      | Jornada 16 | Jornada 16        | Jornada 16                      | Jornada 16    | Jornada 16 |
| Local           | Resultado  | Visitante         | Estadio                         | Fecha         | Hora       |
| --------------- | ---------- | ----------------- | ------------------------------- | ------------- | ---------- |
| Montpellier HRC | 31 - 26    | Bordeaux Bègles   | Altrad Stadium                  | 6 de enero    | 20:45      |
| CA Brive        | 23 - 22    | FC Grenoble       | Stade Amédée-Domenech           | 7 de enero    | 14:45      |
| Section Paloise | 38 - 15    | Lyon OU           | Stade du Hameau                 | 7 de enero    | 18:30      |
| Stade Rochelais | 22 - 8     | Castres Olympique | Stade Marcel-Deflandre          | 7 de enero    | 20:45      |
| Stade Français  | 15 - 18    | Stade Toulousain  | Estadio Jean-Bouin              | 8 de enero    | 16:15      |
| ASM Clermont    | 30 - 6     | RC Toulon         | Parc des Sports Marcel Michelin | 8 de enero    | 21:00      |
| Racing 92       | 59 - 20    | Aviron Bayonnais  | Estadio Yves-du-Manoir          | 11 de febrero | 20:45      |
| 1.              |            |                   |                                 |               |            |

| Jornada 17        | Jornada 17 | Jornada 17      | Jornada 17                 | Jornada 17  | Jornada 17 |
| Local             | Resultado  | Visitante       | Estadio                    | Fecha       | Hora       |
| ----------------- | ---------- | --------------- | -------------------------- | ----------- | ---------- |
| RC Toulon         | 20 - 23    | Stade Rochelais | Stade Mayol                | 28 de enero | 14:45      |
| FC Grenoble       | 44 - 22    | Stade Français  | Stade des Alpes            | 28 de enero | 18:30      |
| Stade Toulousain  | 10 - 20    | Section Paloise | Stade Ernest-Wallon        | 28 de enero | 18:30      |
| Castres Olympique | 38 - 25    | Montpellier HRC | Stade Jean Pierre-Antoine  | 28 de enero | 18:30      |
| Lyon OU           | 37 - 25    | Racing 92       | Matmut Stadium             | 28 de enero | 20:45      |
| Aviron Bayonnais  | 33 - 23    | CA Brive        | Stade Jean-Dauger          | 29 de enero | 12:30      |
| Bordeaux Bègles   | 23 - 23    | ASM Clermont    | Stade Jaques Chaban-Delmas | 29 de enero | 16:45      |

| Jornada 18      | Jornada 18 | Jornada 18        | Jornada 18                      | Jornada 18    | Jornada 18 |
| Local           | Resultado  | Visitante         | Estadio                         | Fecha         | Hora       |
| --------------- | ---------- | ----------------- | ------------------------------- | ------------- | ---------- |
| Stade Rochelais | 37 - 18    | Stade Français    | Stade Marcel-Deflandre          | 18 de febrero | 14:45      |
| Section Paloise | 39 - 22    | FC Grenoble       | Stade du Hameau                 | 18 de febrero | 18:30      |
| ASM Clermont    | 46 - 27    | Aviron Bayonnais  | Parc des Sports Marcel Michelin | 18 de febrero | 18:30      |
| Racing 92       | 33 - 25    | CA Brive          | Estadio Yves-du-Manoir          | 18 de febrero | 18:30      |
| RC Toulon       | 31 - 17    | Lyon OU           | Stade Mayol                     | 18 de febrero | 20:45      |
| Bordeaux Bègles | 17 - 29    | Castres Olympique | Stade Jaques Chaban-Delmas      | 19 de febrero | 12:30      |
| Montpellier HRC | 27 - 18    | Stade Toulousain  | Altrad Stadium                  | 19 de febrero | 17:00      |

| Jornada 19        | Jornada 19 | Jornada 19      | Jornada 19                | Jornada 19 | Jornada 19 |
| Local             | Resultado  | Visitante       | Estadio                   | Fecha      | Hora       |
| ----------------- | ---------- | --------------- | ------------------------- | ---------- | ---------- |
| Castres Olympique | 26 - 16    | ASM Clermont    | Stade Jean Pierre-Antoine | 4 de marzo | 14:45      |
| FC Grenoble       | 19 - 10    | Racing 92       | Stade des Alpes           | 4 de marzo | 18:30      |
| Aviron Bayonnais  | 25 - 25    | Section Paloise | Stade Jean-Dauger         | 4 de marzo | 18:30      |
| CA Brive          | 15 - 5     | RC Toulon       | Stade Amédée-Domenech     | 4 de marzo | 20:45      |
| Lyon OU           | 16 - 3     | Montpellier HRC | Matmut Stadium            | 5 de marzo | 12:30      |
| Stade Français    | 32 - 9     | Bordeaux Bègles | Estadio Jean-Bouin        | 5 de marzo | 17:00      |
| Stade Toulousain  | 21 - 27    | Stade Rochelais | Stade Ernest-Wallon       | 5 de marzo | 17:00      |

| Jornada 20      | Jornada 20 | Jornada 20        | Jornada 20                      | Jornada 20  | Jornada 20 |
| Local           | Resultado  | Visitante         | Estadio                         | Fecha       | Hora       |
| --------------- | ---------- | ----------------- | ------------------------------- | ----------- | ---------- |
| Bordeaux Bègles | 46 - 14    | FC Grenoble       | Stade Jaques Chaban-Delmas      | 11 de marzo | 18:30      |
| Lyon OU         | 35 - 33    | Stade Français    | Matmut Stadium                  | 11 de marzo | 18:30      |
| RC Toulon       | 82 - 14    | Aviron Bayonnais  | Stade Mayol                     | 11 de marzo | 18:30      |
| CA Brive        | 21 - 19    | Stade Toulousain  | Stade Amédée-Domenech           | 11 de marzo | 19:00      |
| Racing 92       | 15 - 38    | Stade Rochelais   | Estadio Yves-du-Manoir          | 11 de marzo | 21:00      |
| Section Paloise | 18 - 12    | Castres Olympique | Stade du Hameau                 | 12 de marzo | 12:30      |
| ASM Clermont    | 19 - 28    | Montpellier HRC   | Parc des Sports Marcel Michelin | 12 de marzo | 17:00      |

| Jornada 21        | Jornada 21 | Jornada 21      | Jornada 21                      | Jornada 21  | Jornada 21 |
| Local             | Resultado  | Visitante       | Estadio                         | Fecha       | Hora       |
| ----------------- | ---------- | --------------- | ------------------------------- | ----------- | ---------- |
| Aviron Bayonnais  | 24 - 20    | Bordeaux Bègles | Stade Jean-Dauger               | 18 de marzo | 18:30      |
| Castres Olympique | 33 - 10    | Stade Français  | Stade Jean Pierre-Antoine       | 18 de marzo | 18:30      |
| ASM Clermont      | 65 - 13    | Section Paloise | Parc des Sports Marcel Michelin | 18 de marzo | 18:30      |
| Stade Rochelais   | 36 - 17    | CA Brive        | Stade Marcel-Deflandre          | 18 de marzo | 18:30      |
| Montpellier HRC   | 54 - 3     | Racing 92       | Altrad Stadium                  | 18 de marzo | 20:45      |
| Stade Toulousain  | 42 - 26    | Lyon OU         | Stade Ernest-Wallon             | 19 de marzo | 12:30      |
| FC Grenoble       | 23 - 23    | RC Toulon       | Stade des Alpes                 | 19 de marzo | 17:00      |
| 1. 2.             |            |                 |                                 |             |            |

| Jornada 22      | Jornada 22 | Jornada 22        | Jornada 22                 | Jornada 22  | Jornada 22 |
| Local           | Resultado  | Visitante         | Estadio                    | Fecha       | Hora       |
| --------------- | ---------- | ----------------- | -------------------------- | ----------- | ---------- |
| Racing 92       | 27 - 24    | ASM Clermont      | Estadio Yves-du-Manoir     | 25 de marzo | 14:45      |
| FC Grenoble     | 21 - 20    | Castres Olympique | Stade des Alpes            | 25 de marzo | 18.30      |
| Lyon OU         | 52 - 7     | Aviron Bayonnais  | Matmut Stadium             | 25 de marzo | 18.30      |
| Section Paloise | 13 - 23    | Stade Rochelais   | Stade du Hameau            | 25 de marzo | 18.30      |
| Bordeaux Bègles | 20 - 11    | Stade Toulousain  | Stade Jaques Chaban-Delmas | 25 de marzo | 20:45      |
| CA Brive        | 28 - 25    | Montpellier HRC   | Stade Amédée-Domenech      | 26 de marzo | 17:00      |
| Stade Français  | 17 - 11    | RC Toulon         | Estadio Jean-Bouin         | 26 de marzo | 21:00      |

| Jornada 23        | Jornada 23 | Jornada 23       | Jornada 23                      | Jornada 23 | Jornada 23 |
| Local             | Resultado  | Visitante        | Estadio                         | Fecha      | Hora       |
| ----------------- | ---------- | ---------------- | ------------------------------- | ---------- | ---------- |
| Stade Rochelais   | 16 - 5     | Bordeaux Bègles  | Stade Marcel-Deflandre          | 8 de abril | 14:45      |
| Montpellier HRC   | 54 - 14    | FC Grenoble      | Altrad Stadium                  | 8 de abril | 18.30      |
| Aviron Bayonnais  | 16 - 32    | Stade Français   | Stade Jean-Dauger               | 8 de abril | 18.30      |
| Castres Olympique | 16 - 17    | Lyon OU          | Stade Jean Pierre-Antoine       | 8 de abril | 18.30      |
| ASM Clermont      | 21 - 26    | CA Brive         | Parc des Sports Marcel Michelin | 8 de abril | 20:45      |
| Racing 92         | 34 - 32    | Section Paloise  | Estadio Yves-du-Manoir          | 9 de abril | 12:30      |
| RC Toulon         | 33 - 23    | Stade Toulousain | Stade Mayol                     | 9 de abril | 17:00      |

| Jornada 24       | Jornada 24 | Jornada 24        | Jornada 24            | Jornada 24  | Jornada 24 |
| Local            | Resultado  | Visitante         | Estadio               | Fecha       | Hora       |
| ---------------- | ---------- | ----------------- | --------------------- | ----------- | ---------- |
| RC Toulon        | 23 - 14    | Castres Olympique | Stade Mayol           | 15 de abril | 14:45      |
| CA Brive         | 19 - 22    | Bordeaux Bègles   | Stade Amédée-Domenech | 15 de abril | 18.30      |
| Stade Français   | 51 - 16    | Section Paloise   | Estadio Jean-Bouin    | 15 de abril | 18.30      |
| FC Grenoble      | 18 - 59    | ASM Clermont      | Stade des Alpes       | 15 de abril | 18.30      |
| Lyon OU          | 29 - 25    | Stade Rochelais   | Matmut Stadium        | 15 de abril | 20:45      |
| Montpellier HRC  | 61 - 22    | Aviron Bayonnais  | Altrad Stadium        | 16 de abril | 12:30      |
| Stade Toulousain | 8 - 10     | Racing 92         | Stade Ernest-Wallon   | 16 de abril | 17:00      |

| Jornada 25        | Jornada 25 | Jornada 25       | Jornada 25                 | Jornada 25  | Jornada 25 |
| Local             | Resultado  | Visitante        | Estadio                    | Fecha       | Hora       |
| ----------------- | ---------- | ---------------- | -------------------------- | ----------- | ---------- |
| Castres Olympique | 52 - 7     | Stade Toulousain | Stade Jean Pierre-Antoine  | 29 de abril | 14:45      |
| Section Paloise   | 32 - 27    | CA Brive         | Stade du Hameau            | 29 de abril | 18.30      |
| Aviron Bayonnais  | 43 - 35    | FC Grenoble      | Stade Jean-Dauger          | 29 de abril | 18.30      |
| Lyon OU           | 20 - 23    | ASM Clermont     | Matmut Stadium             | 29 de abril | 18.30      |
| Bordeaux Bègles   | 13 - 26    | RC Toulon        | Stade Jaques Chaban-Delmas | 29 de abril | 20:45      |
| Stade Rochelais   | 40 - 37    | Montpellier HRC  | Stade Marcel-Deflandre     | 30 de abril | 12:30      |
| Stade Français    | 27 - 23    | Racing 92        | Estadio Jean-Bouin         | 30 de abril | 17:00      |

| Jornada 26       | Jornada 26 | Jornada 26        | Jornada 26                      | Jornada 26 | Jornada 26 |
| Local            | Resultado  | Visitante         | Estadio                         | Fecha      | Hora       |
| ---------------- | ---------- | ----------------- | ------------------------------- | ---------- | ---------- |
| ASM Clermont     | 30 - 26    | Stade Rochelais   | Parc des Sports Marcel Michelin | 6 de mayo  | 20:45      |
| Racing 92        | 22 - 20    | Bordeaux Bègles   | Estadio Yves-du-Manoir          | 6 de mayo  | 20:45      |
| RC Toulon        | 32 - 12    | Section Paloise   | Stade Mayol                     | 6 de mayo  | 20:45      |
| Stade Toulousain | 40 - 12    | Aviron Bayonnais  | Stade Ernest-Wallon             | 6 de mayo  | 20:45      |
| FC Grenoble      | 53 - 21    | Lyon OU           | Stade des Alpes                 | 6 de mayo  | 20:45      |
| CA Brive         | 33 - 27    | Castres Olympique | Stade Amédée-Domenech           | 6 de mayo  | 20:45      |
| Montpellier HRC  | 27 - 26    | Stade Français    | Altrad Stadium                  | 6 de mayo  | 20:45      |

### Fase eliminatoria

#### PlayOffpara semifinales
| 19 de mayo de 2017, 21:00 CET (UTC+1) | RC Toulon | 26 – 22 | Castres Olympique | Stade Mayol, Toulon        |                            |
|                                       |           | Reporte |                   | Árbitro(s): Alexandre Ruiz | Árbitro(s): Alexandre Ruiz |

| 20 de mayo de 2017, 17:00 CET (UTC+1) | Montpellier HRC | 13 – 22 | Racing 92 | Altrad Stadium, Montpellier |                          |
|                                       |                 | Reporte |           | Árbitro(s): Romain Poite    | Árbitro(s): Romain Poite |

#### Semifinales
| 26 de mayo de 2017, 21:00 CET (UTC+1) | Stade Rochelais | 15 – 18 | RC Toulon | Stade Vélodrome, Marsella  |                            |
|                                       |                 | Reporte |           | Árbitro(s): Pascal Gaüzère | Árbitro(s): Pascal Gaüzère |

| 27 de mayo de 2017, 18:00 CET (UTC+1) | ASM Clermont | 37 – 31 | Racing 92 | Stade Vélodrome, Marsella  |                            |
|                                       |              | Reporte |           | Árbitro(s): Mathieu Raynal | Árbitro(s): Mathieu Raynal |

#### Final
| 4 de junio de 2017, 20:45 CET (UTC+1) | ASM Clermont | 22 – 16 | RC Toulon | Stade de France, Saint-Denis                             |                                                          |
|                                       |              | Reporte |           | Asistencia: 79 771 espectadores Árbitro(s): Romain Poite | Asistencia: 79 771 espectadores Árbitro(s): Romain Poite |

## Resultados en detalle

### Cuadro de resultados
| Clubs             | BAY   | UBB   | CAB   | CAS   | CLE   | GRE   | MHR   | LOU   | SFR   | PAU   | RAC   | ROC   | RCT   | TOU   |
| ----------------- | ----- | ----- | ----- | ----- | ----- | ----- | ----- | ----- | ----- | ----- | ----- | ----- | ----- | ----- |
| Aviron Bayonnais  |       | 24-20 | 33-23 | 12-12 | 22-14 | 43-35 | 9-21  | 22-22 | 16-32 | 25-25 | 3-16  | 17-42 | 28-23 | 16-13 |
| Bordeaux-Bègles   | 40-20 |       | 27-25 | 17-29 | 23-23 | 46-14 | 15-32 | 32-10 | 37-19 | 16-18 | 15-9  | 26-0  | 13-26 | 20-11 |
| CA Brive          | 26-9  | 19-22 |       | 33-27 | 16-40 | 23-22 | 28-25 | 22-6  | 28-20 | 38-25 | 25-16 | 29-28 | 15-5  | 21-19 |
| Castres Olympique | 47-18 | 33-27 | 32-13 |       | 26-16 | 46-9  | 38-25 | 16-17 | 33-10 | 28-11 | 31-23 | 18-26 | 34-17 | 52-7  |
| ASM Clermont      | 46-27 | 40-16 | 21-26 | 29-19 |       | 21-20 | 19-28 | 16-13 | 46-10 | 65-13 | 47-10 | 30-26 | 30-6  | 29-25 |
| FC Grenoble       | 44-16 | 22-24 | 36-23 | 21-20 | 18-59 |       | 37-51 | 53-21 | 44-22 | 38-39 | 19-10 | 19-22 | 23-23 | 26-22 |
| Montpellier HRC   | 61-22 | 31-26 | 42-13 | 28-19 | 22-26 | 54-14 |       | 25-20 | 27-26 | 41-13 | 54-3  | 12-11 | 33-29 | 27-18 |
| Lyon OU           | 52-7  | 19-16 | 15-15 | 19-23 | 20-23 | 32-13 | 16-3  |       | 35-33 | 27-22 | 37-25 | 29-25 | 27-13 | 25-20 |
| Stade Français    | 51-5  | 32-9  | 12-10 | 29-25 | 30-30 | 54-20 | 21-17 | 25-19 |       | 51-16 | 27-23 | 31-26 | 17-11 | 15-18 |
| Section Paloise   | 25-9  | 28-30 | 32-27 | 18-12 | 40-35 | 39-22 | 32-27 | 38-15 | 23-6  |       | 26-17 | 13-23 | 18-22 | 20-24 |
| Racing 92         | 59-20 | 22-20 | 33-25 | 23-10 | 27-24 | 29-24 | 21-9  | 29-16 | 29-22 | 34-32 |       | 15-38 | 41-30 | 28-14 |
| Stade Rochelais   | 34-17 | 16-5  | 36-17 | 22-8  | 30-30 | 40-3  | 40-37 | 43-18 | 37-18 | 27-6  | 23-23 |       | 17-17 | 25-19 |
| RC Toulon         | 82-14 | 37-10 | 21-25 | 23-14 | 23-21 | 42-12 | 28-6  | 31-17 | 31-12 | 32-12 | 17-11 | 20-23 |       | 33-23 |
| Stade Toulousain  | 40-12 | 22-17 | 30-12 | 16-15 | 26-20 | 31-3  | 20-12 | 42-26 | 23-18 | 10-20 | 8-10  | 21-27 | 15-32 |       |

|  | Victoria local |  | Empate |  | Derrota local |

### Evolución de la clasificación
| Club             | 1  | 2  | 3  | 4  | 5  | 6  | 7  | 8  | 9  | 10 | 11 | 12 | 13 | 14 | 15 | 16 | 17 | 18 | 19 | 20 | 21 | 22 | 23 | 24 | 25 | 26 |
| ---------------- | -- | -- | -- | -- | -- | -- | -- | -- | -- | -- | -- | -- | -- | -- | -- | -- | -- | -- | -- | -- | -- | -- | -- | -- | -- | -- |
| Aviron Bayonnais | 5  | 4  | 10 | 13 | 13 | 13 | 13 | 14 | 14 | 14 | 14 | 13 | 13 | 14 | 14 | 14 | 14 | 14 | 14 | 14 | 14 | 14 | 14 | 14 | 14 | 14 |
| Bordeaux-Bègles  | 4  | 9  | 13 | 7  | 12 | 6  | 6  | 5  | 6  | 6  | 5  | 2  | 6  | 6  | 7  | 7  | 7  | 9  | 11 | 8  | 8  | 7  | 11 | 9  | 11 | 11 |
| Brive            | 8  | 3  | 1  | 6  | 4  | 9  | 7  | 7  | 10 | 8  | 9  | 9  | 10 | 9  | 11 | 8  | 9  | 10 | 9  | 9  | 10 | 9  | 8  | 10 | 10 | 8  |
| Castres          | 2  | 2  | 8  | 10 | 6  | 4  | 9  | 10 | 9  | 9  | 8  | 6  | 5  | 8  | 5  | 6  | 4  | 4  | 3  | 5  | 6  | 5  | 6  | 5  | 5  | 5  |
| ASM Clermont     | 6  | 5  | 4  | 2  | 1  | 2  | 1  | 1  | 1  | 1  | 1  | 1  | 1  | 1  | 1  | 1  | 2  | 1  | 2  | 2  | 2  | 2  | 2  | 2  | 2  | 2  |
| Grenoble         | 14 | 14 | 14 | 14 | 14 | 14 | 14 | 13 | 13 | 13 | 13 | 14 | 14 | 13 | 13 | 13 | 13 | 13 | 13 | 13 | 13 | 13 | 13 | 13 | 13 | 13 |
| Lyon OU          | 9  | 11 | 7  | 11 | 9  | 12 | 12 | 9  | 11 | 10 | 10 | 11 | 12 | 12 | 12 | 12 | 12 | 12 | 12 | 11 | 11 | 11 | 9  | 8  | 9  | 10 |
| Montpellier      | 12 | 12 | 12 | 5  | 3  | 3  | 4  | 3  | 3  | 5  | 4  | 4  | 2  | 2  | 3  | 3  | 3  | 3  | 4  | 3  | 3  | 3  | 3  | 3  | 3  | 3  |
| Section Paloise  | 13 | 13 | 9  | 12 | 10 | 8  | 10 | 12 | 12 | 12 | 11 | 12 | 11 | 10 | 9  | 11 | 8  | 6  | 5  | 4  | 5  | 6  | 5  | 11 | 8  | 9  |
| Racing 92        | 11 | 8  | 3  | 8  | 5  | 7  | 11 | 8  | 7  | 7  | 7  | 7  | 8  | 5  | 8  | 9  | 10 | 7  | 7  | 7  | 9  | 8  | 7  | 6  | 6  | 6  |
| Stade Rochelais  | 7  | 6  | 2  | 1  | 2  | 1  | 2  | 2  | 4  | 2  | 2  | 3  | 4  | 3  | 2  | 2  | 1  | 2  | 1  | 1  | 1  | 1  | 1  | 1  | 1  | 1  |
| Stade Français   | 1  | 7  | 6  | 3  | 7  | 11 | 8  | 11 | 8  | 11 | 12 | 10 | 9  | 11 | 10 | 10 | 11 | 11 | 10 | 12 | 12 | 12 | 10 | 7  | 7  | 7  |
| Toulon           | 10 | 10 | 11 | 4  | 8  | 5  | 3  | 4  | 2  | 3  | 3  | 5  | 3  | 4  | 4  | 5  | 5  | 5  | 6  | 6  | 4  | 4  | 4  | 4  | 4  | 4  |
| Stade Toulousain | 3  | 1  | 5  | 9  | 11 | 10 | 5  | 6  | 5  | 4  | 6  | 8  | 7  | 7  | 6  | 4  | 6  | 8  | 8  | 10 | 7  | 10 | 12 | 12 | 12 | 12 |